# Something Beautiful (álbum)
Something Beautiful —en español: Algo hermoso— es el noveno álbum de estudio de la cantautora estadounidense Miley Cyrus, publicado el 30 de mayo de 2025 por Columbia Records. La película musical homónima fue estrenada el 6 de junio de ese mismo año. Se trata de un álbum visual que explora temas del existencialismo, se centra en la sanación de un trauma y encuentra la belleza en los momentos oscuros de la vida. Cyrus y Shawn Everett realizaron la producción ejecutiva del álbum y colaboraron con varios músicos, tanto en la composición como en la producción de las canciones. Entre estos músicos se encuentran Molly Rankin y Alec O'Henley de Alvvays, Cole Haden de Model/Actriz, Danielle Haim, Flea, Pino Palladino y Adam Granduciel de The War on Drugs. Naomi Campbell y Brittany Howard aparecen como artistas invitadas.
El álbum contó con un único sencillo, «End of the World». Tras su lanzamiento, Something Beautiful recibió críticas generalmente positivas de los profesionales musicales. El álbum alcanzó la cima en Austria y además se situó entre los 10 primeros puestos en Australia, Alemania, Bélgica, Escocia, Hungría, España, Estados Unidos, Nueva Zelanda, Países Bajos, Reino Unido y Suiza.

## Antecedentes
En noviembre de 2024, Cyrus declaró para la revista Harper's Bazaar que estaba trabajando en un nuevo álbum visual titulado Something Beautiful, el cual estaba inspirado en The Wall (1979) de Pink Floyd, además de señalar que el disco seguiría el concepto de "sanar" y contaría con "visuales alucinantes". La cantante inicialmente planeó realizar una serie de presentaciones íntimas del álbum en "espacios visualmente agradables" como bosques, pero abandonó la idea en favor de la película, que describió como su "forma de hacer giras". Cyrus anunció el álbum el 24 de marzo junto con su fecha de lanzamiento. El 19 de mayo, reveló la lista de canciones del álbum, incluyendo colaboraciones con Brittany Howard y Naomi Campbell.

## Temas y composición
Compuesto por trece canciones, Something Beautiful fue producido ejecutivamente por Cyrus y Shawn Everett. Es un álbum pop y pop progresivo. Su portada fue fotografiada por Glen Luchford y muestra a Cyrus envuelta en un Thierry Mugler couture de archivo de 1997, que se describió como un "guiño sorprendente" a la estética "audaz" y la narrativa visual del álbum. Cyrus describió el álbum como "hipnótico", creado como "un intento de medicar, de alguna manera, una cultura enferma a través de la música". Los temas del álbum giran en torno a la belleza, la muerte, la psicodelia, la transitoriedad, el desamor y la destrucción. Al hablar de la inspiración temática del álbum, afirmó: "Los peores momentos de nuestra vida tienen un punto de belleza. Son las sombras, son el carboncillo, son el sombreado. No se puede tener una pintura sin luces y contraste".

### Canciones
Something Beautiful comienza con «Prelude», una melodía de palabra hablada con acompañamiento instrumental de electrónica. Sus letras encuentran a Cyrus explorando pensamientos existenciales y contemplando la dualidad de la belleza. La canción principal del álbum comienza como una balada de R&B alternativo fusionada con influencias de soul y jazz. Durante el estribillo, "explota" en rock experimental y pop psicodélico, resaltado por la voz distorsionada de Cyrus. «End of the World» es un himno pop con influencias disco que trata sobre el escapismo y la mortalidad ante un apocalipsis inevitable. La canción explora la "yuxtaposición entre la felicidad de estar con alguien a quien amas mientras el mundo se derrumba a tu alrededor". «More to Lose» es una balada "cinematográfica" con guitarra, piano e instrumentación de cuerdas; sus letras introspectivas reflexionan sobre una relación fallida.

## Película
Something Beautiful fue presentado como una película que incluye las 13 canciones del trabajo discográfico, la cual fue escrita y dirigida por Cyrus, Jacob Bixenman y Brendan Walter, y producida por Panos Cosmatos. La presentación de la película se hizo el 6 de junio de 2025 durante el TriBeCa Film Festival, en el Beacon Theatre de la ciudad de Nueva York. El filme tiene una duración de 55 minutos y al finalizar la premier, Cyrus tuvo una conversación exclusiva con el público y los expertos. Será estrenada en cines por solo una noche el 12 de junio de 2025 en Estados Unidos y Canadá, y el 27 de junio de 2025 internacionalmente.

## Promoción
El 31 de marzo de 2025, se estrenó el videoclip de «Prelude» en el canal de Cyrus en YouTube; fue dirigido por Cyrus, Bixenman y Walter. El mismo día, se lanzó el video musical de la canción principal. Carteles publicitarios en Times Square, Nueva York, comenzaron a anunciar el lanzamiento de otra canción, «End of the World», con un video teaser publicado en el sitio web oficial de Cyrus. Fue lanzada el 3 de abril de 2025, como el único sencillo del álbum. Spotify organizó el evento "An Evening with Miley Cyrus" para escuchar el álbum y proyectar la película para un número limitado de fans en la ciudad de Nueva York el 6 de mayo. Tres días después, se lanzó la balada «More to Lose» junto con su video musical. El 21 de mayo, su entrevista con Zane Lowe para Apple Music fue publicada. En conjunto con el álbum, se lanzó una versión editada de la colaboración con Howard, «Walk of Fame», además del video musical de «Easy Lover». Una edición limitada en vinilo de «Every Girl You've Ever Loved» será lanzada el 11 de julio de 2025, la cual trae consigo en el lado B la versión instrumental y también la versión a capela de Campbell.

### Interpretaciones en vivo
El 3 de mayo de 2025, Cyrus estrenó una nueva balada del álbum titulada «More to Lose» durante una presentación a pequeña escala en Casa Cipriani en la ciudad de Nueva York. El 22 de mayo volvió a interpretar la canción, en el programa Jimmy Kimmel Live!. El 27 de mayo, realizó un concierto privado en el Chateau Marmont en Los Ángeles para fans selectos descubiertos en TikTok, donde interpretó «More to Lose», «Easy Lover», «Flowers», «The Climb» y «End of the World».
El 2 de junio, cantó «More to Lose», «Easy Lover» y «Flowers» durante la actuación sorpresa en el Bemelmans Bar del Carlyle Hotel en la ciudad de Nueva York.

## Recepción crítica
Something Beautiful recibió reseñas generalmente favorables por parte de la crítica especializada. La crítica destacó su espíritu aventurero, la fuerza vocal de Cyrus y el carácter impredecible de su propuesta artística, aunque algunos medios señalaron una falta de cohesión y la presencia de composiciones poco memorables. En el sitio Metacritic, el álbum acumuló 71 puntos de 100 sobre la base de 16 reseñas profesionales.
Rob Sheffield de Rolling Stone calificó Something Beautiful con cuatro estrellas sobre cinco y lo describió como «otro giro audaz en una de las carreras más deliciosamente impredecibles del pop», con las canciones «más ambiciosas e introspectivas» de Cyrus. Nick Levine de NME le otorgó cuatro de cinco estrellas y consideró que «no es el álbum con más éxitos de Cyrus, pero sí una declaración artística plenamente realizada», destacando la capacidad de la cantante de dar «otro gran golpe» dentro del pop posgénero. Neil McCormick de The Daily Telegraph le otorgó dos estrellas sobre cinco y consideró que el disco tiene «una monstruosa balada triste» en «Easy Lover», pero se pierde entre «una sucesión de canciones trilladas alargadas más allá de su vida natural».

## Recepción comercial
En Estados Unidos, Something Beautiful debutó en el puesto número cuatro de la lista Billboard 200, con 44 000 unidades equivalentes a álbumes, incluyendo 27 000 ventas de álbumes puros, siendo su debut más bajo de todos sus álbumes de estudio. Se convirtió en el decimoquinto álbum de Cyrus en el top 10. En Canadá debutó en el puesto número trece del Billboard Canadian Albums, convirtiéndose en su entrada a la lista con el pico más bajo de toda su carrera. En el Reino Unido, entró en el número tres del UK Albums Chart, siendo la nueva entrada a la lista más alta de la semana, y es el séptimo álbum de Cyrus top 10 de su carrera. En Australia debutó en el puesto número cuatro del ARIA Albums Chart.

## Lista de canciones
| Something Beautiful |                                                     | |                                                           |          |  |
| N.º                 | Título                                              | Escritor(es)                                                                                             | Productor(es)                                             | Duración |  |
| 1.                  | «Prelude»                                           | Miley Cyrus Cole Haden Jonathan Rado Maxx Morando Michael Pollack Shawn Everett                          | Cyrus Rado Morando Pollack Everett                        | 2:35     |  |
| 2.                  | «Something Beautiful»                               | Cyrus Max Taylor-Sheppard Morando Pollack Ryan Beatty                                                    | Cyrus Rado Taylor-Sheppard Morando Pollack Everett        | 4:31     |  |
| 3.                  | «End of the World»                                  | Alec O'Hanley Gregory Aldae Hein Rado Pollack Cyrus Molly Rankin Everett                                 | O'Hanley Rado Morado Pollack Cyrus Rankin Everett         | 4:10     |  |
| 4.                  | «More to Lose»                                      | Autumn Rowe Cyrus Pollack                                                                                | BJ Burton Rado Everett Cyrus Pollack                      | 4:35     |  |
| 5.                  | «Interlude 1»                                       | Cyrus Rado Morando Taylor-Sheppard Pollack                                                               | Cyrus Rado Morando Taylor-Sheppard Everett Pollack        | 1:14     |  |
| 6.                  | «Easy Lover»                                        | Cyrus Pollack Ryan Tedder Omer Fedi                                                                      | Cyrus Pollack Rado Everett                                | 3:06     |  |
| 7.                  | «Interlude 2»                                       | Cyrus Rado Morando Everett Pollack                                                                       | Cyrus Rado Morando Everett Pollack                        | 1:30     |  |
| 8.                  | «Golden Burning Sun»                                | Cyrus Rado Pollack Everett Bibi Bourelly Tobias Jesso Jr.                                                | Cyrus Rado Pollack Everett Burton                         | 4:54     |  |
| 9.                  | «Walk of Fame» (con Brittany Howard)                | Cyrus Howard Morando Pollack Rado Everett                                                                | Cyrus Howard Morando Pollack Rado Everett Howard^         | 6:00     |  |
| 10.                 | «Pretend You're God»                                | Cyrus Morando Hein Pollack Andrew Wyatt Rado Emile Haynie Everett                                        | Cyrus Morando Pollack Rado Everett Kenny Segal^           | 4:39     |  |
| 11.                 | «Every Girl You've Ever Loved» (con Naomi Campbell) | Cyrus Pollack Rado Everett Rankin O'Hanley Marie Davidson David Dewaele Stephen Dewaele Pierre Guerineau | Cyrus Pollack Rado Everett Gold                           | 5:18     |  |
| 12.                 | «Reborn»                                            | Morando Rado Hein Pollack Taylor-Sheppard Ethan Shevin                                                   | Cyrus Morando Rado Pollack Taylor-Sheppard Everett Shevin | 5:42     |  |
| 13.                 | «Give Me Love»                                      | Cyrus Tom Hull Tyler Johnson                                                                             | Cyrus Rado Johnson Everett Kid Harpoon Pollack            | 3:51     |  |
| 52:05               |                                                     | |                                                           |          |  |

Notas
- «^» denota productor adicional.
- «Every Girl You've Ever Loved» contiene un sample de «Work It» (Soulwax remix), escrita por Marie Davidson, David Dewaele, Stephen Dewaele y Pierre Guerineau, e interpretada por Davidson.

## Personal
Créditos adaptados de las notas del álbum.

### Músicos
- Miley Cyrus – voz (todas las pistas), loop pad vocal (pista 4), Minimoog (12)
- Shawn Everett – efectos de sonido, foley (pistas 1, 2, 5–7, 12); tambor programación (1, 3, 8–12), programación de sintetizador (1, 4, 7, 9, 12); programación de coro Teenage Engineering, programación de aplausos (3); programación de pad de bucle vocal (4); pisotones, sintetizadores de cuerdas, programación (6); escultura ambiental (8), TB-303 (9), programación de MS-20 (10), programación de TB-303 (11, 12); programación de LinnDrum, programación de vocoder (11); Programación de TR-909, instrumento de coro (12); instrumentos de viento, programación de cuerdas, programación de coro, programación de guitarra (13)
- Jonathan Rado – EMS Synthi (pistas 1–5, 7, 8, 12, 13); efectos de sonido, foley (1, 2, 4–7); Sistema Moog 55 (1, 5, 7, 10, 11), Fairlight CMI (1, 5, 7, 11, 13), programación del Órgano de Teatro Wurlitzer Barr-Fox (1, 7), MS-20 (1, 8–13), Mellotron (2, 3, 12), vibráfono (2, 4, 5, 7, 8, 12), piano (2, 4), CS-80 (2, 8–10, 12), Lexicon Prime Time (2, 12), guitarra eléctrica (3, 4, 8, 9, 11–13), guitarra acústica (3, 4, 10, 12, 13); Yamaha CP-70, bajo, Juno-106, LinnDrum, guitarra acústica de cuerdas altas, glockenspiel, bajo, percusión (3); tratamientos (4, 5, 8, 9, 12); Hammond B3, bucles de cinta (4, 8); Marxophone (4, 10, 13), tubular bells (4, 13); batería, programación de muestra de coro, Rhodes (4), programación de sintetizador (5, 9); guitarra, stomps (6); Wurlitzer 200a (8, 10–12), ARP Quartet (9, 11, 12); Waldorf Wave, JP-8000, clavinet, JV-1080, Juno-60 (9); guitarra slide (10); programación LinnDrum, programación MPC, bajo melódico, programación TR-808, Elka Synthex (11); Oberheim, sintetizador trem, filtrado Akai (12); timbales (13)
- Pino Palladino – bajo (pistas 1–6, 8–13), bajo sin trastes (4)
- Maxx Morando – OB-6 (pistas 1, 3, 7, 10), Minimoog (1, 7); ARP Solina String Ensemble, programación de batería (1); batería (2–4, 9, 10), bajo (2–4, 9), Pulsar-23 caja de ritmos (2, 4, 7), guitarra eléctrica (2, 9, 10); Guitarra, Moog DFAM, Tascam Portastudio 424 MK2 (4); Perkons HD-01 (7, 9); Prophet-5, Overstayer canal modular (7); caja de ritmos, Kurzweil K2000 (12)
- Ian Gold – efectos de sonido, foley (pistas 1, 2, 4–8); programación del órgano de teatro Barr-Fox Wurlitzer (1); stomps, efectos de voces de fondo (6); programación de cuerdas (7), programación del TR-808 (11); Programación TB-303, programación TR-909, instrumento de coro, Juno-106, Wurlitzer (12)
- Pièce Eatah – efectos de sonido, foley (pistas 1, 2, 4–8)
- Maxwell Karmazyn – arreglo (pistas 1, 3, 5, 7, 8, 11–13), líder de cuerda (1, 5, 7, 11), violín (3, 8); viola, cello de hombro (13)
- Tim Curtis – Programación Fairlight CMI (pistas 1, 5, 7, 11, 13), Programación Moog System 55 (1, 5, 7, 11)
- Henry Solomon – saxofón (pistas 1, 7, 11), clarinetes (5, 7); Saxofón alto, saxofón barítono, clarinete bajo (5)
- Alyssa Park – primer violín (pistas 1, 5, 7, 11)
- Luanne Homzy – primer violín (pistas 1, 5, 7, 11)
- Ben Jacobson – primer violín (pistas 1, 5, 7, 11)
- Molly Rogers – primer violín (pistas 1, 5, 7, 11), viola (3, 8)
- Wynton Grant – primer violín (pistas 1, 5, 7, 11)
- Andrew Kwon – primer violín (pistas 1, 5, 7, 11)
- Jessica Guediri – segundo violín (pistas 1, 5, 7, 11)
- Maya Magub – segundo violín (pistas 1, 5, 7, 11)
- Aiko Richter – segundo violín (pistas 1, 5, 7, 11)
- Stephanie Yu – segundo violín (pistas 1, 5, 7, 11)
- Eun-Mee Ahn – segundo violín (pistas 1, 5, 7, 11)
- Clayton Penrose-WhitMás – segundo violín (pistas 1, 5, 7, 11)
- Luke Maurer – viola (pistas 1, 5, 7, 11)
- Zach Dellinger – viola (pistas 1, 5, 7, 11)
- Rita Andrade – viola (pistas 1, 5, 7, 11)
- Drew Forde – viola (pistas 1, 5, 7, 11)
- Jake Braun – violonchelo (pistas 1, 5, 7, 11)
- Charlie Tyler – violonchelo (pistas 1, 5, 7, 11)
- Caleb Vaughn-Jones – violonchelo (pistas 1, 5, 7, 11)
- Christine Kim – violonchelo (pistas 1, 5, 7, 11)
- Eric Shetzen – contrabajo (pistas 1, 5, 7, 11)
- Jules Levy – contrabajo (pistas 1, 5, 7, 11, 13)
- Tim Davies – director (pistas 1, 5, 7, 11)
- Ty Woodward – órgano (pistas 1, 7, 11)
- Max Sheppard – Modor NF-1, Prophet-10 (pistas 2, 4, 12); Hammond B3 (2); Rhodes, OB-6 (3); Kurzweil K2000 (4, 12); bajo, batería, Waldorf Quantum (4), caja de ritmos (12)
- Adam Granduciel – guitarra eléctrica (pistas 2, 10)
- Kenny Segal – Omnichord (pistas 2, 10), sampler (10)
- Nick Hakim – Rhodes, Moog Model D (pista 2); piano preparado (13)
- Adam Schatz – saxofón tenor (pista 2)
- Josh Johnson – saxofón alto, solo de saxofón (pista 2)
- Jon Natchez – saxofón barítono (pista 2)
- Xoco Everett – voz (pista 2)
- Alec O'Hanley – sintetizadores (pistas 3, 9, 11, 12), guitarra eléctrica (3, 12); Juno, ARP, Prophet, guitarra acústica, piano, emulador (3); Oberheim DMX (11)
- Adam Millstein – violín (pistas 3, 8)
- Dennis Karmazyn – violonchelo (pistas 3, 8)
- Molly Rankin – voz (pistas 3, 11)
- Michael Pollack – Wurlitzer 200a (pistas 4, 11); piano, programación de muestra de coro, clavicémbalo (4); Cuarteto ARP (9, 11); Juno-60, Waldorf Wave (9); MS-20 (11), Yamaha Portasound (12)
- BJ Burton – programación de saxofón, programación de violín, modular piano (pista 4)
- Nelson Devereaux – saxofón (pista 4)
- Bed Gaunt – violín (pista 4)
- Drew Erickson – clavicémbalo, Hammond B3 (pista 4)
- Larry Goldings – clavicémbalo, Hammond B3 (pista 4)
- Sara Kawai – arpa (pista 4)
- Sarah Barthel – coro (pista 4)
- Nate Smith – programación rítmica (pista 4)
- Bob Everett – batería (pistas 5, 12)
- Charlie Anastasis – bajo (pista 5)
- Sam De La Torre – guitarra (pista 5)
- Brittany Howard – guitarra eléctrica (pistas 6, 9), voz (9)
- Justin Brown – batería (pista 6)
- Sara Watkins – violín (pista 6)
- Matt Pynn – guitarra pedal steel (pista 6)
- Bronte Araghi – efectos vocales (pista 6)
- Joey Waronker – batería (pistas 8, 11)
- Nick Zinner – guitarra eléctrica (pista 8)
- Fabrienne Grisel – motocicleta (pista 8)
- Money Mark – clavinet (pista 9)
- Danielle Haim – guitarra eléctrica (pista 9)
- Jay Rudolph – Syndrum, Vermona DRM-1 (pista 9)
- Kane Ritchotte – batería (pistas 11, 12)
- Thomas Bloch – Cristal Baschet, Ondes Martenot (pistas 11, 13)
- Flea – bajo (pista 11)
- Naomi Campbell – palabra hablada (pista 11)
- Joseph Shabason – saxofón (pista 11)
- Soulwax – sample de bajo (pista 11)
- Ethan Shevin – caja de ritmos, Kurzweil K2000, Prophet-10 (pista 12)
- Michael Lichtenauer – coro (pista 12)
- David Morales – coro (pista 12)
- Luc Kleiner – coro (pista 12)
- Dermot Kiernan – coro (pista 12)
- Eric Lyn – coro (pista 12)
- Matthew Broen – coro (pista 12)
- Mariachi los Camperos – trompetas, violines, guitarrón, vihuela, arpa, guitarra acústica (pista 13)
- Randy George – theremin (pista 13)
- Ashley Jarmack – flauta, flauta baja, clarinete, oboe, tin whistle (pista 13)
- John R. Walters – clarinete, clarinete bajo (pista 13)
- Patrick R. Posey – saxofón alto, saxofón barítono (pista 13)
- Niall Taro Ferguson – violonchelo (pista 13)
- Andrew Synowiec – sitar, sitar eléctrico (pista 13)
- Michael D'Addario – guitarra guitarra acústica (pista 13)
- Kid Harpoon – batería programada, guitarra acústica, bajo (pista 13)

### Técnicos
- Shawn Everett – mezcla, masterización, ingeniería, ingeniería vocal
- Ian Gold – ingeniería, asistencia en la mezcla (todas las pistas); Ingeniería vocal (pista 9)
- Pièce Eatah – ingeniería, ingeniería vocal
- Ivan Wayman – ingeniería (pistas 2, 3, 12)
- BJ Burton – ingeniería (pista 4)
- Kid Harpoon – ingeniería, ingeniería vocal (pista 13)
- JC LeResche – asistencia de ingeniería, operación de cinta
- Alisse Laymac – asistencia de ingeniería (pistas 2, 3, 13)
- Ben Miller – asistencia de ingeniería (pistas 2, 11, 12)
- JC Chiam – asistencia de ingeniería (pistas 3, 4, 9, 12, 13)
- Nick Hodges – asistencia de ingeniería (pistas 10, 13)
- Nicole Schmidt – asistencia de ingeniería (pista 11)
- Claudia Iatalese – Asistencia de ingeniería (pista 13)
- Harry Risoleo – Asistencia de ingeniería de cuerdas, Ingeniería del órgano del Teatro Barr-Fox Wurlitzer (pistas 1, 5, 7, 11)
- Joyie Lai – Asistencia de ingeniería de cuerdas (pistas 1, 5, 7, 11)
- Tristan Curbishley – Asistencia de ingeniería de cuerdas (pistas 1, 5, 7)
- Tim Reitnouer – Ingeniería de violines (pista 6)
- Teo Suarez – Asistencia de estudio (pistas 1, 5, 7)

## Posicionamiento en listas
| País (Lista 2025)                   | Mejor posición | Ref    |
| ----------------------------------- | -------------- | ------ |
| Alemania (Offizielle Top 100)       | 4              | [ 55 ] |
| Austria (Ö3 Austria Top 40)         | 1              | [ 56 ] |
| Bélgica (Ultratop Flandes)          | 6              | [ 57 ] |
| Bélgica (Ultratop Valonia)          | 2              | [ 58 ] |
| Canadá (Billboard Canadian Albums)  | 13             | [ 50 ] |
| Dinamarca (Hitlisten)               | 18             | [ 59 ] |
| Escocia (Scottish Albums Chart)     | 4              | [ 60 ] |
| Eslovaquia (ČNS IFPI)               | 75             | [ 61 ] |
| España (PROMUSICAE)                 | 6              | [ 62 ] |
| Estados Unidos (Billboard 200)      | 4              | [ 63 ] |
| Finlandia (Suomen virallinen lista) | 31             | [ 64 ] |
| Hungría (MAHASZ)                    | 10             | [ 65 ] |
| Irlanda (Irish Albums Chart)        | 14             | [ 66 ] |
| Italia (FIMI)                       | 23             | [ 67 ] |
| Lituania (AGATA)                    | 32             | [ 68 ] |
| Noruega (IFPI Norge)                | 14             | [ 69 ] |
| Nueva Zelanda (RMNZ)                | 2              | [ 70 ] |
| Países Bajos (Album Top 100)        | 6              | [ 71 ] |
| Portugal (AFP)                      | 3              | [ 72 ] |
| Reino Unido (UK Albums Chart)       | 3              | [ 73 ] |
| República Checa (ČNS IFPI)          | 28             | [ 74 ] |
| Suecia (Sverigetopplistan)          | 24             | [ 75 ] |
| Suiza (Schweizer Hitparade)         | 3              | [ 76 ] |

## Historial de lanzamientos
| Región | Fecha              | Formato                              | Discográfica | Ref.   |
| ------ | ------------------ | ------------------------------------ | ------------ | ------ |
| Mundo  | 30 de mayo de 2025 | Descarga digital streaming CD vinilo | Columbia     | [ 77 ] |